# Acrothamnus maccraei
Acrothamnus maccraei är en ljungväxtart som först beskrevs av Ferdinand von Mueller, och fick sitt nu gällande namn av Christopher John Quinn. Acrothamnus maccraei ingår i släktet Acrothamnus och familjen ljungväxter. Inga underarter finns listade i Catalogue of Life.